# Michael Dürsch
Michael Dürsch, född den 28 mars 1957 i Herrsching am Ammersee i Tyskland, är en västtysk roddare.
Han tog OS-guld i scullerfyra i samband med de olympiska roddtävlingarna 1984 i Los Angeles.